# Манстер
Манстер (англ. Munster, ірл. An Mhumhain) — провінція на півдні Ірландії, на території Республіки Ірландії. Включає графства Керрі, Клер, Корк, Лімерік, Тіпперері і Вотерфорд. Найбільше місто — Корк.
Назва Манстер походить від імені кельтської богині Мума. В ранньому Середньовіччі провінція поділялася на шість регіонів — Південний Манстер, Західний Манстер, Північний Манстер, Східний Манстер, Ернайський Манстер і Дейзійський Манстер. У ранньому середньовіччі на цій території існувало королівство Манстер. Потім з цих областей утворилися три королівства — Томонд, Десмонд і Ормонд. Герб і прапор провінції, що зображають три золоті корони на синьому тлі, відображають саме цей період історії.

## Географія
| Назва     | Статус            | Площа км² | код на номерних знаках | ISO 3166-2 | Столиця   |
| --------- | ----------------- | --------- | ---------------------- | ---------- | --------- |
| Вотерфорд | графство Ірландії | 1857      | W WD                   | IE-WD      | Вотерфорд |
| Керрі     | графство Ірландії | 4807      | KY                     | IE-KY      | Тралі     |
| Клер      | графство Ірландії | 3450      | CE                     | IE-CE      | Енніс     |
| Корк      | графство Ірландії | 7500      | C                      | IE-CO      | Корк      |
| Лімерик   | графство Ірландії | 2756      | L LK                   | IE-LK      | Лімерик   |
| Монахан   | графство Ірландії | 1295      | MN                     | IE-MN      | Монахан   |
| Тіпперері | графство Ірландії | 4305      | TN TS                  | IE-TA      | -         |

### Найбільші міста
| Чисельність населення, осіб | Українська назва | Англійська назва | Графство            |
| --------------------------- | ---------------- | ---------------- | ------------------- |
| 10 048                      | Мідлтон          | Midleton         | Корк                |
| 10 241                      | Маллоу           | Mallow           | Корк                |
| 11 303                      | Ков              | Cobh             | Корк                |
| 13 426                      | Кілларні         | Killarney        | Керрі               |
| 16 308                      | Баллінколліг     | Ballincollig     | Корк                |
| 17 008                      | Клонмель         | Clonmel          | Вотерфорд           |
| 17 008                      | Клонмель         | Clonmel          | Південний Тіпперері |
| 20 288                      | Тралі            | Tralee           | Керрі               |
| 24 253                      | Енніс            | Ennis            | Клер                |
| 49 213                      | Вотерфорд        | Waterford        | Вотерфорд           |
| 90 757                      | Лімерик          | Limerick         | Лімерик             |
| 190 384                     | Корк             | Cork             | Корк                |

| Ірландія | Це незавершена стаття з географії Ірландії. Ви можете допомогти проєкту, виправивши або дописавши її. |